# Vanilla Beans V
Albums de Vanilla Beans
Vanilla Beans IV
(3 février 2015)
Singles
1. Onna wa Sore wo Gaman Shinai / Be-nius / lonesome X
Sortie : 18 novembre 2015

Vanilla Beans V (バニラビーンズ V, dit en anglais : « Vanilla Beans Five » ; officiellement écrit en occidental sur la couverture de l'album) est le cinquième album studio du duo féminin japonais Vanilla Beans sorti en 2016.

## Détails de l'album
L'album sort le 3 février 2016 en édition régulière (CD seulement) et limitée (CD avec DVD en supplément).
Bien qu'il s'agit du septième album depuis les débuts du groupe (comptant une compilation et un EP), il est son cinquième album studio et son premier à sortir sur le label avex trax après avoir quitté en août 2015 le label indépendant T-Palette Records.
Cet album sort à l'issue d'un défi relevé par le groupe de vendre plus de 15 000 exemplaires du single Onna wa Sore wo Gaman Shinai / Be-nius / lonesome X,.
Le CD contient au total 13 titres dont les chansons du single Onna wa Sore wo Gaman Shinai / Be-nius / lonesome X ; il contient également une reprise de la chanson DARE du groupe anglais Gorillaz. Le DVD de l'édition limitée contient une vidéo du concert du groupe d'idoles au Shibuya clubasia à Tokyo le 21 novembre 2015.

## Formation
- Rena
- Lisa

## Liste des titres
| CD    | CD                                                                     | CD                             | CD    | CD | CD | CD | CD | CD | CD |
| No    | Titre                                                                  | Origines                       | Durée |    |    |    |    |    |    |
| ----- | ---------------------------------------------------------------------- | ------------------------------ | ----- | -- | -- | -- | -- | -- | -- |
| 1.    | Say Goodbye                                                            |                                | 4:09  |    |    |    |    |    |    |
| 2.    | Onna wa Sore wo Gaman Shinai (女はそれを我慢しない)                    | co-face A du 13e single        | 3:39  |    |    |    |    |    |    |
| 3.    | Night-and-fly (ナイト・アンド・フライ)                                 |                                | 4:49  |    |    |    |    |    |    |
| 4.    | DARE (feat. RAM RIDER)                                                 | reprise d'un titre de Gorillaz | 4:07  |    |    |    |    |    |    |
| 5.    | Brand New Twilight (ブランニュー・トワイライト)                        |                                | 3:50  |    |    |    |    |    |    |
| 6.    | Lady Survivor                                                          |                                | 4:00  |    |    |    |    |    |    |
| 7.    | BOYZ & GIRLZ                                                           |                                | 4:08  |    |    |    |    |    |    |
| 8.    | Jōnetsu Violence (情熱バイオレンス)                                    |                                | 2:30  |    |    |    |    |    |    |
| 9.    | Be-nius (ビーニアス)                                                   | co-face A du 13e single        | 5:00  |    |    |    |    |    |    |
| 10.   | Style and Council (スタイル・アンド・カウンシル)                       |                                | 4:06  |    |    |    |    |    |    |
| 11.   | lonesome X                                                             | co-face A du 13e single        | 4:51  |    |    |    |    |    |    |
| 12.   | Now & Forever                                                          |                                | 5:11  |    |    |    |    |    |    |
| 13.   | Datte Sekai wa Kimi ga Omō Yori Motto (だって世界は君が思うよりもっと) |                                | 4:11  |    |    |    |    |    |    |
| 53:11 |                                                                        |                                |       |    |    |    |    |    |    |

| 1. | Vanilla beans one-man live 11/21 clubasia one-man LIVE Live Video (バニラビーンズワンマンライブ 11/21 clubasiaワンマンLIVE ライブ映像) |  |